# Serra del Ferràs
La Serra del Ferràs és una serra situada al municipi de les Avellanes i Santa Linya a la comarca de la Noguera, amb una elevació màxima de 646 metres.